# Antonio Foschini
Antonio Foschini (* 14. Juni 1741 in Venedig; † 14. Dezember 1813 in Ferrara) war ein italienischer Architekt.

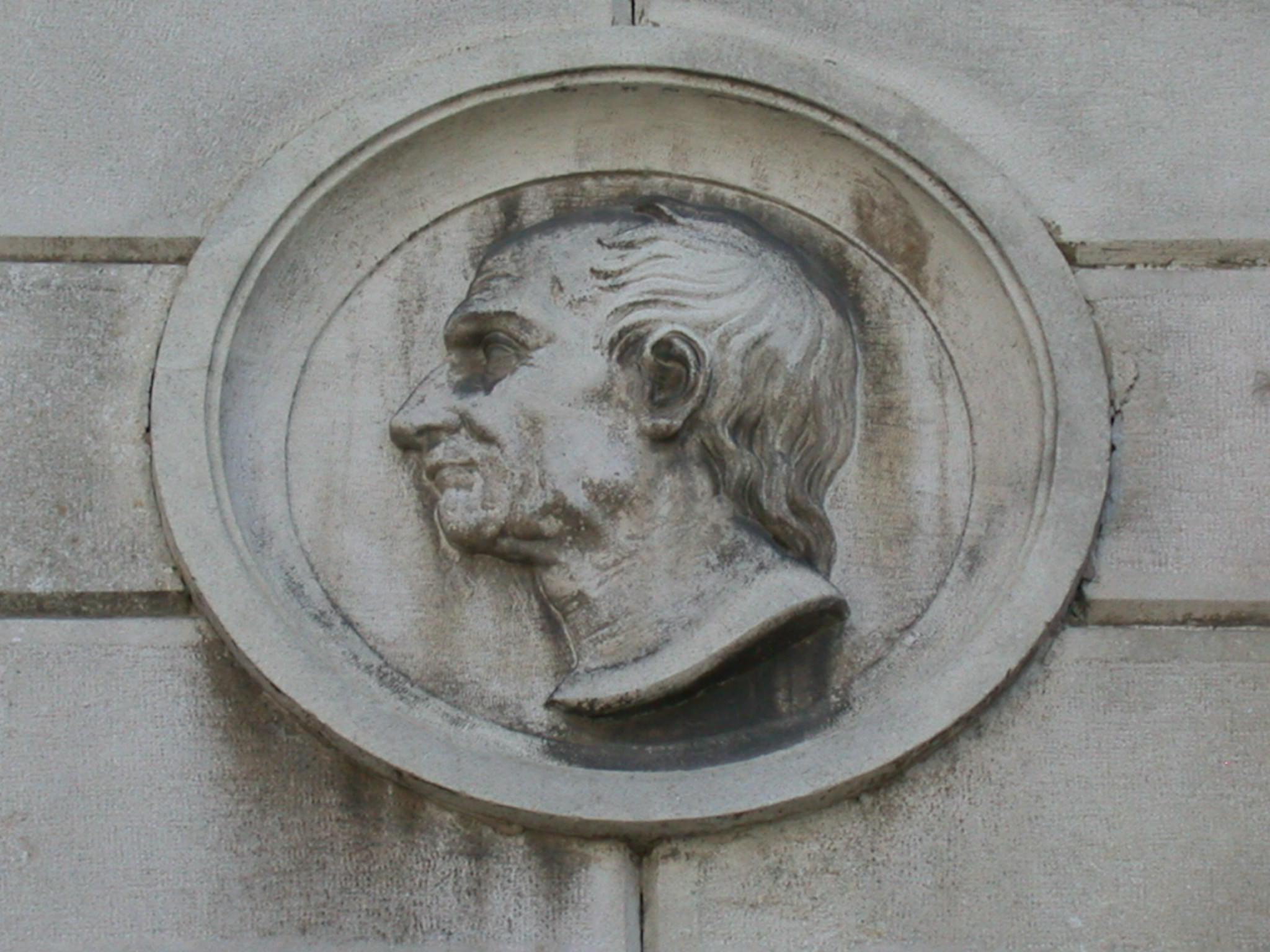
Antonio Foschini. Flachrelief an der Fassade des Palazzo di San Crispino.

## Leben
1741 in Venedig geboren, zog er nach Ferrara, wo er Mathematik, Mechanik und Hydraulik studierte und 1757 in die Accademia del disegno di figura e architettura aufgenommen wurde. Er lebte den größten Teil seines Lebens in Ferrara und arbeitete bis zu seinem Tod im Jahr 1813 als Architekt, Wissenschaftler und Schriftsteller. Er wurde in der Certosa der Stadt begraben.

## Akademische Tätigkeit
Foschini wurde schon in jungen Jahren (1761) Professor an der Schule für Architektur, deren Direktor er später mehrmals war. Dort hatte er von 1774 bis 1803, dem Jahr, in dem die Scuola in ein Liceo umgewandelt wurde, den Lehrstuhl für Zivil- und Militärtechnik inne. Die meisten seiner Abhandlungen stammen aus diesen Jahren. Einige seiner Werke, die unveröffentlicht geblieben sind, sind besonders bemerkenswert: Idea generale dell'architettura civile e delle sue parti (Allgemeine Idee der zivilen Architektur und ihrer Teile), Riflessi sugli ordini architettonici Sulla simmetria architettonica (Überlegungen zu den architektonischen Ordnungen Über die architektonische Symmetrie), Trattato di architettura militare (Abhandlung über die Militärarchitektur), Sulla prospettiva e Istruzioni pratiche di meccanica (Über die Perspektive und praktische Anleitungen zur Mechanik). In seinen letzten Lebensjahren wurde er zum Ehrenmitglied der Accademia Clementina di Bologna und der neu gegründeten Accademia di Parma ernannt. Schließlich wurde er gebeten, den Lehrstuhl für Architektur an der Universität Pavia zu übernehmen. Diese Position lehnte er ab, um Ferrara nicht zu verlassen.

## Architektonische Tätigkeit

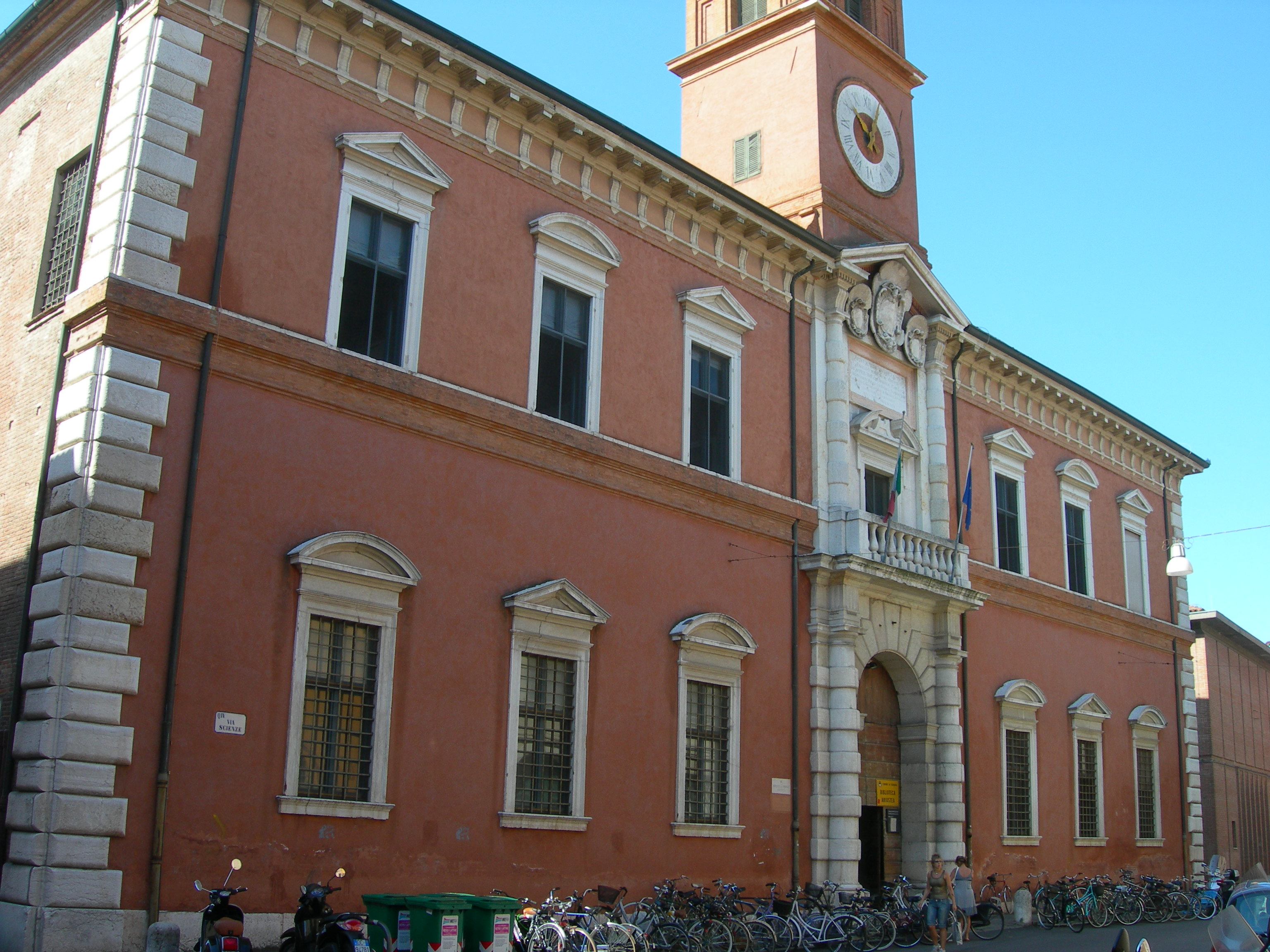
Palazzo Paradiso in Ferrara

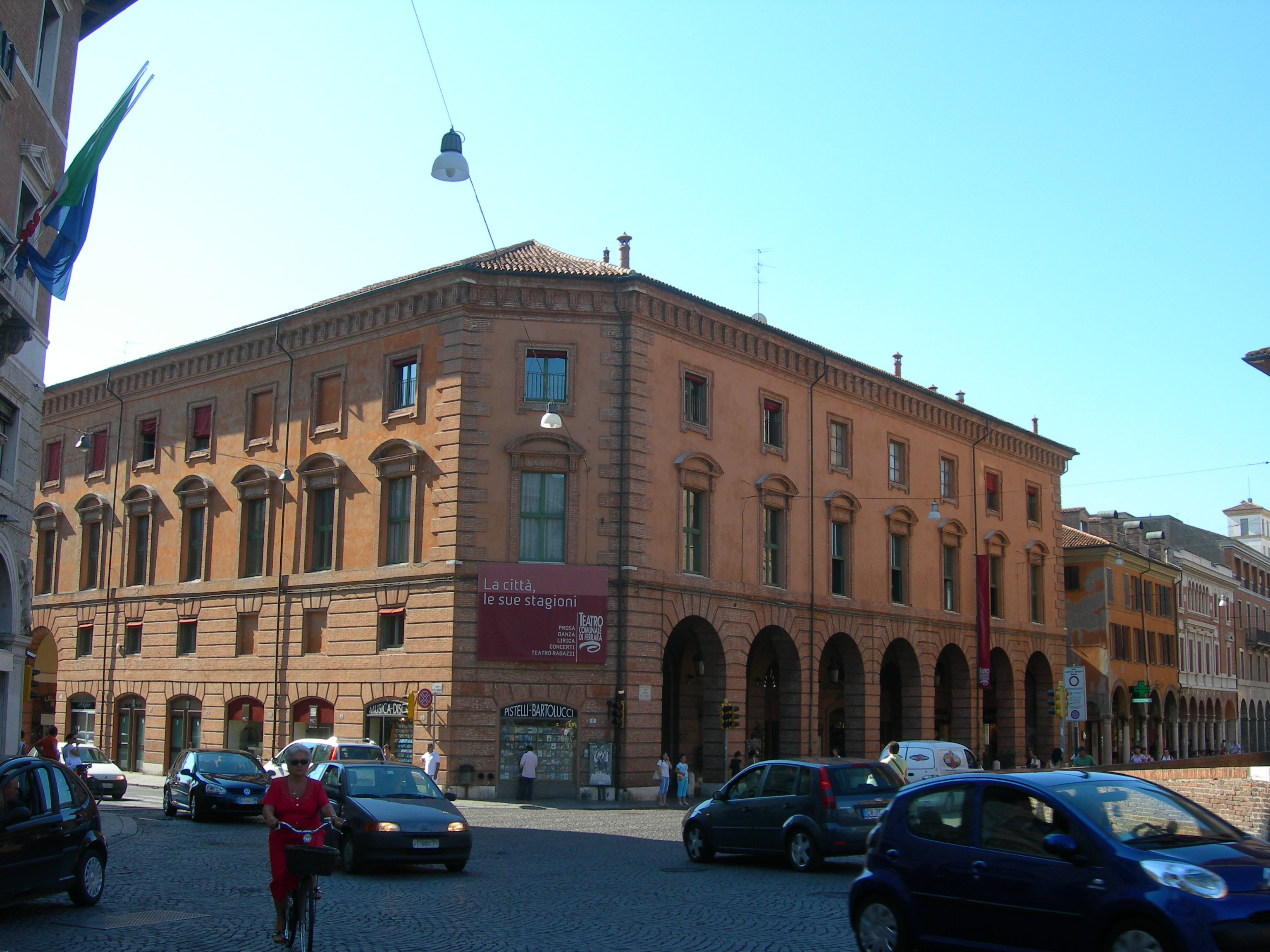
Außenfassade des Teatro Claudio Abbado

Nach ersten Entwürfen für einige Pfarrkirchen in der Umgebung von Ferrara erhielt Foschini 1780 den ersten großen Auftrag für den Palazzo Paradiso in Ferrara, der damals Sitz der Universität war und für den er das Treppenhaus entwarf, das noch heute als architektonischer Dreh- und Angelpunkt des Gebäudes gilt.
Im Jahr 1790 nahm er die Arbeiten am Teatro Comunale di Ferrara auf, die 1787 begonnen worden waren. An der Errichtung des Gebäudes waren neben Foschini auch Cosimo Morelli und Giuseppe Piermarini beteiligt. Foschinis Beitrag, der als Höhepunkt seiner architektonischen Laufbahn angesehen wird, war von besonderer Bedeutung für die Gestaltung der inneren Bühnenräume und für die Entscheidung, die Monumentalität der Außenfassade zugunsten einer harmonischeren städtebaulichen Integration zu reduzieren.
Der mit diesem Werk erzielte Erfolg brachte Foschini weitere ähnliche, wenn auch weniger prestigeträchtige Aufträge ein: Neben einigen Beratungen und Projekten, die nicht realisiert wurden, ist die in seinen letzten Lebensjahren durchgeführte Arbeit für das Ballarini-Theater in Lendinara erwähnenswert.